# Hristu Nicolaide
Hristu Nicolaide (n. 2 septembrie 1908, Constanța - d. ? 1991, București) a fost un actor de comedie (teatru, film, televiziune) și scriitor român.

## Biografie
Născut la Constanța într-o familie de greci. Tatăl actorului a făcut parte din Comitetul Comunității Elene din Constanța o perioadă lungă de timp. Datorită lui și a altor greci s-a înființat la Constanța o trupă de teatru de actori amatori.
A urmat si Conservatorul de Muzica și Arta Dramatică unde  a avut-o ca profesoara pe Maria Filotti.
A debutat pe scenă la Roman, în celebra piesă “Take, Ianke și Cadâr”, în care l-a întruchipat pe Ianke îndrumat de actorul Gheorghe Timică.
A fost bun prieten cu Maria Tănase. În cartea lui "1001 de zâmbete" povestește despre marea artistă.
A jucat în: „Faxum melodi…” scris de el și Nicolae Chirițescu, „Colț cu Brezoianu” de asemenea scris de el și de Puiu Maximilian și dirijat de compozitorul Elly Roman, în „Pigulete plus cinci fete” la Teatrul Mic. Și-a scris singur cuplete, scenete, pe care le-a interpretat pe scena Teatrului de Revistă „C. Tănase” din București.
A jucat în filmele: „Dragoste la zero grade”, „Directorul nostru” și „Mofturi 1900”, ambele regizate de Jean Georgescu. La TV a jucat în anecdotele „Starea de leșin”, „A dispărut copilul” și altele. A mai apărut într-o emisiune pentru copii „Măzgălici și Zugrăvici” la TV, în care desena și cânta. A scris versurile la celebrul șlagăr „Cărăruie care suie în vârf de munte”.

## Distincții
- Ordinul Muncii clasa a III-a (6 august 1956) „cu ocazia împlinirii a cinci ani de activitate a Teatrului Tineretului și pentru merite deosebite în activitatea artistică”[1]
- titlul de Artist Emerit (28 martie 1962) „pentru realizări valoroase în domeniul artistic”[2][3]

## Filmografie

### Actor
- Directorul nostru (1955) - Ionescu, șeful registraturii
- Mofturi 1900 (1965)
- Starea de leșin (1969)
- Cupletul zilei / (1970) - vanatorul
- Anecdota (1972)
- Vicleniile lui Scapin / (1972) - contabilul sef al intreprinderii
- Hoțul invizibil / (1973)
- Vreau să spun!... / (1974)
- Roșcovanul (1976)
- Un text cu bucluc (1976)
- Toate pânzele sus (film) (1977)

### Scenarist
- Vacanță la mare (1963) - în colaborare cu Cezar Grigoriu
- Dragoste la zero grade (1964) - în colaborare cu Cezar Grigoriu
- Starea de leșin (1969)

## Scriitor
- 1001 de zâmbete (1985), Editura Cartea Românească, București